# Managed Detection and Response
Managed Detection and Response (MDR) ist eine Dienstleistung, die sich auf die Erkennung und Reaktion auf Cyber-Bedrohungen und -Angriffe konzentriert. Diese Dienstleistung kombiniert Technologien und menschliches Fachwissen, um Unternehmen dabei zu unterstützen, ihre Netzwerke und Systeme sicher zu halten.

## Übersicht
MDR-Dienstleistungen kombinieren Technologie mit menschlichem Fachwissen, um die Sicherheitsinfrastruktur eines Unternehmens kontinuierlich zu überwachen und zu verbessern. Sie nutzen fortgeschrittene Technologien wie Künstliche Intelligenz (KI), Maschinelles Lernen (ML) und Automatisierung, um eine effiziente und wirksame Reaktion auf Cyber-Bedrohungen zu gewährleisten.

## Geschichte und Hintergrund
Die Wurzeln des MDR können bis zur Evolution der Cyber-Bedrohungen und den Entwicklungen im Bereich der Cybersicherheit zurückverfolgt werden. Mit der Zunahme der Internetnutzung und der Vernetzung von Systemen und Geräten stiegen auch die Cyber-Bedrohungen exponentiell an. Früher konzentrierten sich Sicherheitsdienstleistungen hauptsächlich auf präventive Maßnahmen, wie Firewalls und Antivirenprogramme. Doch mit der Zeit haben sich die Cyber-Bedrohungen diversifiziert und sind komplexer geworden, was den Bedarf an spezialisierten Diensten zur Erkennung und Reaktion auf diese Bedrohungen verstärkt hat.
Im Laufe der Jahre entstanden Managed Security Services (MSS), die Unternehmen Managed Firewall, Intrusion Detection und andere sicherheitsbezogene Dienste anboten. Trotzdem zeigte die kontinuierliche Zunahme von Cyberangriffen und Sicherheitsverletzungen, dass ein proaktiver und reaktionsschneller Ansatz erforderlich war, um den fortgeschrittenen Bedrohungen zu begegnen. Dies führte zur Entstehung von MDR als einem spezialisierten Dienst, der nicht nur bei der Erkennung, sondern auch bei der aktiven Reaktion und Eindämmung von Cyber-Bedrohungen hilft.

## Dienstleistungen und Technologie
MDR-Dienstleister verwenden eine Kombination aus Technologien wie Endpoint Detection and Response (EDR), Security Information and Event Management (SIEM) und anderen fortschrittlichen Analysewerkzeugen. Diese Technologien, kombiniert mit menschlichem Fachwissen, ermöglichen die fortlaufende Überwachung, Erkennung und Analyse von Sicherheitsvorfällen und Anomalien im Netzwerk.
Die Hauptdienstleistungen, die von MDR-Anbietern bereitgestellt werden, umfassen:
- Bedrohungserkennung: Überwachung des Netzwerkverkehrs, Identifizierung ungewöhnlicher Aktivitäten und Analysieren von Anomalien, um Bedrohungen frühzeitig zu erkennen.
- Vorfahrt-Analyse: Durchführung einer eingehenden Untersuchung, um den Ursprung und die Natur der Bedrohung zu verstehen.
- Vorfallsreaktion: Reagieren auf identifizierte Bedrohungen und Koordinieren der Reaktion, um den Schaden zu minimieren und die Sicherheit wiederherzustellen.
- Ständige Verbesserung: Anpassen und Optimieren der Sicherheitsstrategien basierend auf den erlernten Lektionen und neuen Bedrohungen.

## Schlüsselkomponenten
- Erkennung: Überwachung der Netzwerkaktivitäten, um Anomalien und potenzielle Bedrohungen in Echtzeit zu identifizieren.
- Reaktion: Schnelle und effektive Maßnahmen, um auf identifizierte Bedrohungen zu reagieren und ihre Auswirkungen zu minimieren.
- Anpassung: Kontinuierliche Verbesserung und Anpassung der Sicherheitsstrategien und -technologien, basierend auf den identifizierten Bedrohungen und Risiken.

## Vorteile
- Proaktivität: MDR-Dienstleistungen helfen, Bedrohungen zu antizipieren und vorbeugende Maßnahmen zu ergreifen, um Cyber-Angriffe zu verhindern.
- Expertise: MDR-Anbieter bringen spezialisierte Kenntnisse und Erfahrungen mit, die viele Unternehmen intern nicht haben.
- Fokussierung: Unternehmen können sich auf ihre Kerngeschäftsbereiche konzentrieren, während die MDR-Anbieter sich um die Cybersicherheit kümmern.

## Herausforderungen
- Kosten: MDR-Dienstleistungen können kostspielig sein, insbesondere für kleine und mittelständische Unternehmen.
- Komplexität: Das Management von MDR-Dienstleistungen erfordert spezialisiertes Wissen und Verständnis.

## Markt und Anbieter
Der MDR-Markt hat in den letzten Jahren ein signifikantes Wachstum erlebt, mit einer Vielzahl von Anbietern, die unterschiedliche Ebenen von Dienstleistungen und Spezialisierungen anbieten. Zu den wichtigsten Akteuren auf dem MDR-Markt gehören sowohl spezialisierte Cybersecurity-Unternehmen als auch größere IT-Dienstleister, die MDR in ihr Dienstleistungsportfolio aufgenommen haben.

## Herausforderungen und Zukunft
Die Hauptherausforderungen für MDR-Dienstleister sind die sich ständig entwickelnden Cyber-Bedrohungen, der Mangel an qualifizierten Fachkräften und die Notwendigkeit, mit den neuesten technologischen Entwicklungen Schritt zu halten. In der Zukunft wird erwartet, dass die Bedeutung von MDR-Dienstleistungen weiter zunehmen wird, insbesondere mit dem Aufkommen von Technologien wie dem Internet der Dinge (IoT), der weiteren Vernetzung und Digitalisierung von Unternehmen und der globalen Zunahme von Cyber-Bedrohungen.